# Liste der Bürgermeister von Radeberg

Radeberger Stadtwappen

Die Liste der Bürgermeister von Radeberg führt alle bekannten Bürgermeister der Stadt Radeberg auf. Die ehemaligen Gemeindevorsteher bzw. Bürgermeister der am 1. Januar 1920 nach Radeberg eingegliederten Gemeinde Lotzdorf sowie der eingemeindeten Orte Liegau-Augustusbad (1. April 1995), Großerkmannsdorf und Ullersdorf (beide am 1. Januar 1999) sind in der folgenden Liste nicht berücksichtigt.

## Entwicklung der Bürgermeister-Amtes nach 1412
Am 16. März 1412 wurde dem Marktflecken Radeberg das Stadt- und Weichbildrecht verliehen. Aus der frühen Geschichte Radebergs als Stadt bis etwa 1550 liegen nur wenige und unvollständige Angaben vor. Ursachen dafür sind der Stadtbrand von 1521, als die Stadt fast vollständig niederbrannte, und der große Stadtbrand von 1714, bei dem auch die Kirche und das Rathaus mit dem größten Teil des Archivgutes vernichtet wurden.
Seit der Erhebung Radebergs zur Großen Kreisstadt am 1. Januar 2009 trägt das Stadtoberhaupt den Titel Oberbürgermeister.
Gemäß § 51 der Sächsischen Gemeindeordnung vom 21. April 1993 beträgt eine Amtszeit des Oberbürgermeisters sieben Jahre. Bei einer Wiederwahl kann sie sich entsprechend verlängern. Er wird in allgemeiner, unmittelbarer, freier, gleicher und geheimer Wahl gewählt. Der Oberbürgermeister hat die Stellung eines hauptamtlichen Beamten auf Zeit und ist Vorsitzender des Stadtrats sowie Leiter der Stadtverwaltung.

## Spätmittelalter
Bis 1692 gab es drei Bürgermeister, ab 1692 nur noch zwei, die jährlich miteinander wechselten. In der Regel wird in der Literatur jeweils nur der Name des „amtierenden“ Bürgermeisters aufgeführt, der des „ruhenden“ (Vice-Bürgermeister) erscheint nur selten.
Das Geschäftsjahr reichte jeweils vom 1. Mai bis zum 30. April.
| Amtszeit                                 | Name                              | Vice-BM; Beisitzer                                                     | Anmerkung | Bild |
| ---------------------------------------- | --------------------------------- | ---------------------------------------------------------------------- | --- | ---- |
| 1429                                     | Peter Arnold                      |                                                                        | Gründung der Schneider-Innung 1449 |      |
| 1513                                     | Gregor Butterschneyder            |                                                                        | Erstmals werden in einer Urkunde des Meißner Hochstifts vom 23. März 1513 die Namen der Stadträte in Form einer vollständigen Ratsliste genannt. |      |
| 1552                                     | Georg Wilhelm                     |                                                                        | |      |
| 1568                                     | George Pflug                      |                                                                        | auch: Pflugk, † 1574 |      |
| 1569                                     | George Wilhelm                    |                                                                        | |      |
| 1570, 1591                               | Martin Wegner                     |                                                                        | |      |
| 1572                                     | George Pflug                      |                                                                        | |      |
| 1573, 1584, 1587, 1603                   | Christoph Brückner                |                                                                        | † 1603 |      |
| 1574, 1576, 1582                         | Martin Wegner                     |                                                                        | |      |
| 1575                                     | George Wilhelm                    |                                                                        | |      |
| 1581, 1586, 1593, 1596, 1602             | Caspar Richter                    |                                                                        | † 1605 |      |
| 1585, 1601                               | Martin Wegner                     | Christoph Brückner                                                     | |      |
| 1600                                     | Johann Christoph Gräfe            |                                                                        | war Gastwirt, † 1603 |      |
| 1603, 1610, 1613                         | Nickel Wilhelm                    |                                                                        | |      |
| 1605                                     | Nickel Wilhelm                    | Balthasar Beinrodt                                                     | auch: Beinradt |      |
| 1605, 1609, 1612, 1621, 1624, 1627       | Balthasar Beinrodt                |                                                                        | |      |
| 1607                                     | Nickel Wilhelm                    | Christoph Gerstecker                                                   | auch: Christoff Gerstäcker |      |
| 1608, 1611, 1614                         | Christoph Gerstecker              |                                                                        | |      |
| 1615, 1622, 1625                         | Jacob Wiedemann                   |                                                                        | |      |
| 1617, 1626, 1629, 1632                   | Christoff Gebauer                 |                                                                        | |      |
| 1620                                     | Andreas Zschiedrich               | Jacob Wiedemann, Johann Böhme                                          | |      |
| 1628, 1649, 1651                         | Heinrich Kauderbach               |                                                                        | vorher Amtsschreiber, † 1653 |      |
| 1630                                     | Johann Lorenz                     | Jacob Wiedemann, Martin Hofmann, Balthasar Beinrodt                    | |      |
| 1631                                     | Jacob Wiedemann                   | Christoh Gebauer                                                       | |      |
| 1633                                     | Jacob Wiedemann                   |                                                                        | |      |
| 1633, 1637, 1643                         | Christoph Gräfe                   |                                                                        | |      |
| 1636, 1642, 1645, 1661                   | Andreas Zschiedrich               |                                                                        | |      |
| 1638                                     | Johann Lorenz                     |                                                                        | |      |
| 1639                                     | Andreas Zschiedrich               | Heinrich Kauderbach                                                    | |      |
| 1640, 1646, 1650, 1656                   | Jacob Büttner                     |                                                                        | |      |
| 1644                                     | Christoph Gräfe                   | Jacob Büttner                                                          | |      |
| 1648                                     | Christoph Gräfe                   | Jacob Büttner, Heinrich Kauderbach                                     | |      |
| 1654, 1657, 1663                         | Johann Hoffmann                   |                                                                        | |      |
| 1664                                     | George Klette                     | Johann Hoffmann, Johann Büttner                                        | auch: Clette. Familie Klette war noch 1760 Besitzer des Kletten-Vorwerckes                                                                       |      |
| 1665                                     | Johann Büttner                    | Johann Böhme                                                           | |      |
| 1666                                     | Christian (Benjamin) Jäger        | Johann Hoffmann, Johann Böhme                                          | |      |
| 1667, 1669                               | Johann Hoffmann                   | Johann Böhme                                                           | |      |
| 1668                                     | Adam Schöne                       | Christoph Klotzsche, Johann Hoffmann, Johann Böhme                     | |      |
| 1670                                     | Georg Klette                      | Adam Schöne, Johann Hoffmann, Johann Böhme                             | |      |
| 1671                                     | Johann Böhme                      | Johann Hoffmann, Georg Klette                                          | |      |
| 1673                                     | Michael Koch                      | Christian Zschiedrich, Johann Hoffmann, Johann Böhme                   | |      |
| 1675, 1681                               | Georg Klette                      |                                                                        | |      |
| 1677                                     | Christian Zschiedrich             | Johann Hoffmann, Johann Heinrich Kauderbach                            | Ch. Zschiedrich war zugleich Geleitsmann. J. H. Kauderbach war zugleich General-Accise-Inspector, † 2. Januar 1720                               |      |
| 1677                                     | Christoph Kretschmar              | Christian Zschiedrich                                                  | |      |
| 1678                                     | Georg Müller                      |                                                                        | |      |
| 1680                                     | Christian Zschiedrich             | Christoph Kretschmar                                                   | |      |
| 1682                                     | Christian Zschiedrich             |                                                                        | |      |
| 1683                                     | Georg Klette                      | Andreas Schöne, Christoph Kretschmar                                   | |      |
| 1684                                     | Andreas Schöne                    |                                                                        | |      |
| 1685                                     | Gottfried Teichmann               | Andreas Hoffmann, Ehrenfried Kretschmar                                | Teichmann † 1686 |      |
| 1686                                     | Christoph Kretschmar              | Andreas Hoffmann, Ehrenfried Kretschmar                                | |      |
| 1687                                     | Andreas Hoffmann                  | Christoph Kretschmar                                                   | |      |
| 1687, 1689, 1690, 1692, 1694, 1696, 1698 | Jacob Berthold                    | Vice-BM 1692: Georg Klette, Christoph Kleppisch.                       | Berthold war Weißgerber, lebte noch 1709 als Emeritus                                                                                            |      |
| 1689, 1691, 1693, 1695, 1697, 1701, 1703 | Christoph Kleppisch               |                                                                        | Ab 1692 gab es nur noch zwei Bürgermeister, die i. d. R. jährlich wechselten. Das Geschäftsjahr ging vom 1. Mai bis zum 30. April.               |      |
| 1700                                     | Balthasar Thomas                  | Georg Klette, Jacob Berthold                                           | Thomas war Fleischhauer, † 1703 |      |
| 1702                                     | Balthasar Thomas                  |                                                                        | |      |
| 1704                                     | J. Christoph                      |                                                                        | |      |
| 1705                                     | Johann Heinrich Kauderbach        |                                                                        | |      |
| 1707                                     | Christoph Seydel                  | Johann Heinrich Kauderbach, Johann Christoph Kleppisch, Adam Gruntzsch | Seydel war ursprünglich Tischler, entdeckte 1717 das Augustusbad. J. H. Kauderbach war zugleich General-Accise-Inspector, † 2. Januar 1720       |      |
| 1709                                     | Christoph Seydel                  | Adam Gottfried Böhme                                                   | |      |
| 1714                                     | Adam Gottfried Böhme              | Christoph Seydel                                                       | Böhme war Fleischhauer, † 4. November 1724 |      |
| 1715                                     | Christoph Seydel                  | N. N. Thieme                                                           | |      |
| 1717                                     | Adam Gottfried Böhme              | Christoph Seydel                                                       | |      |
| 1721–1743                                | Gottfried Tritzschler             | Christoph Seydel                                                       | Bis 1743 wechselten Seydel und Tritzschler gemäß der damaligen Regel jährlich.                                                                   |      |
| 1744                                     | Christoph Seydel                  |                                                                        | Ab 1744 gab es nur noch einen Bürgermeister. |      |
| 1745                                     | Christian Teichmann               |                                                                        | |      |
| 1746–1754                                | Christian Teichmann               | Gottfried Tritzschler                                                  | Teichmann und Tritzschler im jährlichen Wechsel                                                                                                  |      |
| 1754                                     | Johann George Heymann             |                                                                        | |      |
| 1754                                     | George Heinrich Müller            |                                                                        | |      |
| 1755–1759                                | Christian Teichmann               | Johann George Heymann                                                  | Teichmann und Heymann im jährlichen Wechsel |      |
| 1759–1765                                | Heinrich Daniel Kluge             | Johann George Heymann                                                  | Kluge und Heymann im jährlichen Wechsel |      |
| 1765–1784                                | George Heinrich Müller            | Johann George Heymann                                                  | Müller und Heinrich im jährlichen Wechsel. Zum 1. Male sind 2 Senatoren gewählt.                                                                 |      |
| 1784–1796                                | Gottlieb Leberecht Scheller       | Johann Georg König                                                     | Scheller und König im jährlichen Wechsel. Senatoren: J. Ch. Tretzsch bis 1787, Joh. Gottfr. Sonntag ab 1787, C. F. Naumann                       |      |
| 1797                                     | Gottlieb Leberecht Scheller       | Traugott Leberecht Rumpelt                                             | Senatoren: T. L. Rumpelt, Carl Friedrich Thier, Johann Friedrich Balthasar Thieme. Rumpelt war Posamentier-Fabrikant, † 29. August 1807          |      |
| 1798                                     | Traugott Leberecht Rumpelt        | Gottlieb Leberecht Scheller                                            | Senatoren: Carl Friedrich Thier, Johann Friedrich Balthasar Thieme                                                                               |      |
| 1799–1807                                | Johann Friedrich Balthasar Thieme | Traugott Leberecht Rumpelt                                             | |      |
| 1806                                     | Carl Friedrich Thier              |                                                                        | |      |
| 1807–1813                                | Carl Gottlob Liebscher            | Carl Friedrich Thier                                                   | Liebscher und Thier im jährlichen Wechsel. |      |
| 1814                                     | Gotthelf Ernst Reinicke           | Carl Gottlob Liebscher                                                 | Reinicke war Weißbäcker. Er wurde am 31. März 1814 zum „1. Allgemeinen Bürgermeister“ gewählt und amtierte im jährlichen Wechsel bis 1836.       |      |
| 1827                                     | Karl Gottlob Hofmann              | Gotthelf Ernst Reinicke                                                | Hofmann wurde 1830 pensioniert. † April 1843 im Alter von 76 Jahren                                                                              |      |
| 1828                                     | Gotthelf Ernst Reinicke           | Georg Heinrich Schmidt                                                 | |      |
| 1829–1830                                | Karl Gottlob Hofmann              | Gotthelf Ernst Reinicke                                                | Hofmann und Reinicke im jährlichen Wechsel. |      |

## Ab 1830
Mit der Einführung der neuen Städteordnung für das Königreich Sachsen 1832 gab es nur noch einen Bürgermeister.
| Amtszeit             | Name                    | Stellvertreter                                                            | Anmerkung | Bild |
| -------------------- | ----------------------- | ------------------------------------------------------------------------- | --- | ---- |
| 1830–1837            | Gotthelf Ernst Reinicke |                                                                           | Alleiniger Bürgermeister bis zu seinem Tod am 1. Januar 1837. |      |
| 1837–1873            | Carl Gottfried Kuntzsch |                                                                           | Aus gesundheitlichen Gründen hat Kuntzsch sein Amt am 16. April 1873 niedergelegt.                                                                                         |      |
| 18.11.1873–30.9.1895 | August Max Rumpelt      |                                                                           | 1895 zum Ehrenbürger ernannt. |      |
| 3.10.1895–23.10.1916 | Otto Bauer              |                                                                           | Wurde 1900 auf Lebenszeit gewählt. † 23. Oktober 1916 |      |
| 1916–1920            | Richard Ewald Bose      |                                                                           | Bose wurde 1920 zum Ministerialrat im Reichsministerium für Ernährung und Landwirtschaft ernannt.                                                                          |      |
| 1920–9.3.1933        | Otto Uhlig              | Dr. jur. Erich Weise (ab 1923)                                            | Am 9. März 1933 Amtsenthebung von Otto Uhlig und Erich Weise. Uhlig ist 1948 zum Ehrenbürger von Radeberg ernannt worden.                                                  |      |
| 9.3.1933–2.8.1933    | Erich Möckel            |                                                                           | war Berufsschullehrer und NSDAP-Ortsgruppenführer |      |
| 3.8.1933–1935        | Otto Rasch              | Erich Möckel, von Sept. 1933 bis Mai 1934. Paul Gubitz von 1934 bis 1936. | Rasch war im Einsatzgruppen-Prozess (Fall IX) als Kriegsverbrecher angeklagt worden, schied wegen Krankheit aus dem Prozess aus, verstarb am 1. November 1948 in Nürnberg. |      |
| 1936–7.5.1945        | Paul Hermann Gubitz     | Während des Zweiten Weltkrieges: Dr. Müller, Dr. Hilpert                  | |      |

## Ab 1945
| Amtszeit             | Name                  | Stellvertreter | Anmerkung | Bild |
| -------------------- | --------------------- | --- | --- | ---- |
| 8.5.1945–2.6.1945    | Hans Wächtler         | | Wächtler (1898–1963) war von der Sowjetischen Stadtkommandantur berufener Kommissarischer BM für die Stadt Radeberg, danach Parteisekretär der KPD in Radeberg. 1946 zum Ehrenbürger von Radeberg ernannt.                                                                                    |      |
| 9.5.1945–1.9.1945    | Georg Wehner          | | Wehner war von der Sowjetischen Stadtkommandantur berufener Rajonbürgermeister (für die Ortschaften des Radeberger Umlandes), danach Landrat des Kreises Dresden. 1946 zum Ehrenbürger von Radeberg ernannt.                                                                                  |      |
| 5.6.1945–10.11.1948  | Paul Brückner         | Friedrich Weitzmann (2. Bürgermeister ab September 1945, als Brückner in Personalunion auch als Rajon-Bürgermeister eingesetzt wurde) | Brückner (1886–1963) war der erste gewählte Bürgermeister nach dem Zweiten Weltkrieg für die Stadt Radeberg und vom 1. September 1945 bis zur Auflösung der Sowjetischen Rajon-Kommandantur 1948 auch Rajon-Bürgermeister. Ab 10. November 1948 Landrat des Kreises Löbau. 1952 in Ruhestand. |      |
| 10.11.1948–14.8.1950 | Friedrich Weitzmann   | | War bereits 2. Bürgermeister ab September 1945 bis zur Auflösung der Sowjetischen Rajon-Kommandantur 1948. |      |
| 14.8.1950–31.12.1953 | Willy Burckhardt      | | Ab 1954 Funktionär im VEB Sachsenwerk Radeberg. |      |
| 1.1.1954–30.6.1957   | Rudolf Thomas         | | Danach Betriebs-Justitiar. Thomas (1916–1996) ging 1982 in Ruhestand. |      |
| 1.1.1957–31.3.1960   | Alfred Konrad Lange   | | Später beim Rat des Kreises Dresden tätig. |      |
| 21.7.1960–31.12.1985 | Gunter Hauswald       | | 1989 zum Ehrenbürger ernannt |      |
| 1.1.1986–31.3.1987   | Hans-Jürgen Eberhardt | | Danach Wirtschaftsfunktionär im VEB Robotron-Elektronik Radeberg. |      |
| 1.6.1987–30.5.1990   | Siegfried Hennig      | | |      |

## Ab 1990
Die erste Bürgermeister-Direktwahl in Radeberg nach der Wende erfolgte 1994.
| Amtszeit            | Name          | Stellvertreter | Anmerkung                                                                        | Bild |
| ------------------- | ------------- | -------------- | -------------------------------------------------------------------------------- | ---- |
| 30.5.1990–31.7.1994 | Frank Petzold |                | Gewählt durch die damalige Stadtverordnetenversammlung.                          |      |
| 1.8.1994–1.8.2022   | Gerhard Lemm  |                | Seit 1. Januar 2009 (Erhebung Radebergs zur Großen Kreisstadt) Oberbürgermeister |      |
| Ab 2.8.2022         | Frank Höhme   |                | Oberbürgermeister                                                                |      |